# Le Havre (brädspel)
Le Havre är ett brädspel som handlar om utvecklingen av den franska staden Le Havre. Spelet är konstruerat av Uwe Rosenberg, som även konstruerat Agricola, och är illustrerat av Klemens Franz. Spelet lanserades på spelmässan spiel i Essen 2008 av Lookout Games.

## Spelstil
Spelet utspelar sig vid hamnen i Le Havre, där spelarna tar gods såsom fisk och trä från varven. Godset används antingen för att mata spelarens samhälle, för att bygga byggnader och skepp eller för att förädlas till värdefullare gods. Till exempel kan ett rökhus byggas där spelaren kan förädla sin fisk till rökt fisk som är mer värdefull.
Varje spelares tur kan delas in i två faser:
- Fördela nylevererat gods till erbjudanderutorna
- Utför en handling. En spelare kan här antingen välja att ta allt gods av en viss typ, eller använda någon av de tillgängliga byggnaderna

Byggnader är både en investering och en inkomstkälla, eftersom spelare måste betala en inträdesavgift för att använda byggnader de inte äger själva. Skepp används primärt för att förse sitt samhälle med mat.
Spelet spelas över ett fixt antal rundor, som är en multipel av sju (till exempel 21 rundor). Efter de flesta rundorna i spelet är det skörd och då kan spelarna som möter kraven få ny boskap och säd. Den spelare som har störst förmögenhet i slutet av spelet, räknat i investeringar samt kontanter på hand, vinner.

## Mottagande
Spelet har en topp-10-placering på Board Game Geeks rankinglista med 8,1 av 10 i betyg.
Andra utmärkelser som spelet fått innefattar:
2008
- Meeples' Choice Award, årets spel

2009
- Boardgamegeek Golden Geek, årets "Gamers' Game"
- International Gamers Award, årets spel
- Deutscher Spiele Preis, andra plats som årets spel
- Tric Trac d'or, Game of the Year, Tric Trac d'Argent (andraplats)

2010
- As d'Or (Guldess), nominering till franska årets spel[2]

## Utgivningar och expansioner
Le Havre gavs först ut på spelmässan spiel i Essen 2008 av Lookout Games på tyska och engelska. Det har sedan även släppts under namnet 港都情濃.
Det kanadensiska spelutvecklingsföretaget Codito Development har utannonserat på sin Facebook-sida att de licenserat Le Havre för utgivning på Iphone och att det planeras att lanseras under första halvan av 2011.[uppföljning saknas]
I juli 2009 postades ett inlägg på Board Game Geeks forum om att Uwe Rosenberg ville ha idéer på nya specialbyggnader för en liten expansion till spelet. Detta resulterade i expansionen Le Grand Hameau som innehåller 30 kort och som lanserades i februari 2010. Efteråt har det kommit upp ytterligare en tråd från Lookout Games på Board Game Geek där de efterfrågar idéer på 30 nya standardbyggnader.